# Longnes (Sarthe)
Longnes – miejscowość i gmina we Francji, w regionie Kraj Loary, w departamencie Sarthe.
Według danych na rok 1990 gminę zamieszkiwało 229 osób, a gęstość zaludnienia wynosiła 36 osób/km² (wśród 1504 gmin Kraju Loary Longnes plasuje się na 1039. miejscu pod względem liczby ludności, natomiast pod względem powierzchni na miejscu 1143.).